# Adrien Regattin
Adrien Regattin (Montpellier, 22 agosto 1991) è un calciatore marocchino con cittadinanza francese, centrocampista svincolato.

## Carriera

### Club
Ha esordito nel 2009 con il Tolosa.

## Palmarès

### Club

#### Competizioni nazionali
- Supercoppa di Turchia: 1

Akhisar Belediyespor: 2018